# Ramon Tikaram
Ramon P. Tikaram (nacido el 16 de mayo de 1967) es un actor británico. En televisión, es conocido por sus papeles en la serie This Life de BBC Two (1996-1997), la telenovela EastEnders de BBC One (2009-2012), la serie Fortitude de Sky Atlantic (2015-2017), la serie Pennyworth de DC Universe (2019-2022) y la comedia dramática de Sky One Brassic (2019-2021). Sus películas incluyen Mischief Night (2006) y La jugada final (2009).

## Primeros años y educación
Tikaram es hijo de Pramod Tikaram, un oficial indo-fiyiano del ejército británico, y Fatimah Rohani, una madre malaya de Sarawak. Su hermana menor es la cantautora Tanita Tikaram. La familia se mudó con frecuencia durante la juventud de Tikaram, debido al servicio militar de su padre en el ejército británico. Cuando no vivía en el extranjero, Tikaram creció en Basingstoke. Asistió a la Real Escuela Militar del Duque de York antes de estudiar inglés en la Universidad de Kent, donde descubrió la actuación.

## Carrera

### Música y teatro musical
En 1992, Tikaram tenía un contrato de grabación y lanzó dos sencillos seguidos del álbum Chill and Kiss, este último con músicos como los hermanos Bill e Ian Nelson en guitarra y saxo respectivamente.
Tikaram interpretó a Judas en la producción del West End de Jesus Christ Superstar de 1997 a 1998.
Tikaram interpretó el papel del Rey de Siam en una gira por el Reino Unido del musical El rey y yo, que finalizó en mayo de 2012.

### Televisión y cine
En 1996-1997, interpretó el personaje recurrente de Ferdy García en la serie de televisión de la BBC This Life. El regreso del programa por el décimo aniversario en 2006 se basó en el funeral de Ferdy y, por lo tanto, Tikaram no apareció.
En 1997, a Tikaram le ofrecieron un papel en la trilogía precuela de Star Wars, pero lo rechazó porque exigía que se cortara el pelo.
En octubre de 2009, se anunció que Tikaram aparecería en la telenovela EastEnders de BBC One. Interpretó el papel de Qadim Shah, padre del personaje establecido Amira Shah. Apareció en pantalla en el papel del 17 de diciembre de 2009 al 29 de abril de 2010 en dos períodos, luego regresó el 6 de septiembre de 2011 y el 6 de enero de 2012 para apariciones breves.
Apareció como Prendahl en Game of Thrones en 2013.
Tikaram también apareció como el inspector Victor Aziz en Pennyworth desde su estreno en 2019.

### Actuación de voz y narración
Tikaram prestó su voz para el personaje de Gabe Weller en el videojuego de 2009 Dead Space: Extraction.
En noviembre de 2012, también proporcionó la voz del Capitán Macer Varren de los World Eaters para el drama de audio de Black Library Garro: Sword of Truth, parte de la serie de larga duración La herejía de Horus.
Prestó su voz para Dorian en Dragon Age: Inquisition, Gein en el cancelado Legacy of Kain: Dead Sun, y Ravindra 'Rav' Chaudhry en Need for Speed Payback.
Prestó su voz para los papeles de Ozzy, Danby y Second Officer Keen, personajes del videojuego Subnautica del 2018.
En 2018 asumió el papel de interpretar a Aatrox en el videojuego League of Legends, así como en su contraparte de combate automático Teamfight Tactics. Tikaram continuó este papel cuando se lanzó Aatrox en el juego de cartas Legends of Runeterra.
Tikaram también expresó el papel de Godrick The Grafted en el videojuego de 2022 Elden Ring.
Tikaram también ha narrado varios audiolibros.
Tikaram le da voz al personaje Ramattra del videojuego Overwatch 2 de 2022.

## Filmografía seleccionada

### Cine
- La jugada final
- Dean Spanley
- Kama Sutra: A Tale of Love
- Mischief Night
- 5 Greedy Bankers[12]
- Tadeo Jones 2: El secreto del rey Midas

### Televisión
- Silent Witness episodio "Nowhere Fast" (2004)
- Crossroads
- Dream Team
- EastEnders
- Feel Good
- Fortitude
- Game of Thrones
- Happy Valley
- Krakatoa: The Last Days
- Man Down
- The Mighty Boosh
- Mile High
- Moving On
- My Spy Family
- Primeval
- This Life
- Stella
- Thunderbirds Are Go
- Brassic
- Father Brown episodio 1.3 "The Wrong Shape"
- Midsomer Murders episodio 18.4 "A Dying Art"
- The Coroner episodio 2.9 "Pieces of Eight"
- Death in Paradise serie 6, episodio 2
- Doctors series 19, episodio 140 "Dreams are Made On"
- The Victim[15]
- Pennyworth[10]
- The Great[16]

### Videojuegos
- Dead Space: Extraction
- <i id="mwARA">Greedfall</i>
- Fable III
- James Bond 007: Blood Stone
- Risen 2: Dark Waters
- Dragon Age: Inquisition
- Dragon Quest Heroes: The World Tree's Woe and the Blight Below
- Hitman
- Dark Souls III
- Need for Speed Payback
- Subnautica
- Total War: Warhammer II
- Elden Ring
- Xenoblade Chronicles 2: Torna – The Golden Country
- Overwatch 2
- Harmony: The Fall of Reverie
- League of Legends